# MetLife
La Metropolitan Life Insurance Company, o MetLife, è una società fondata nel 1868 da un gruppo di uomini d'affari newyorkesi. Si tratta di una delle maggiori compagnie che forniscono assicurazioni, con novanta milioni di clienti in oltre sessanta Paesi. Quotata nel 2000, MetLife è leader del mercato statunitense, giapponese e latino-americano.

## Storia
La società precedente di MetLife era la National Union Life and Limb Insurance Company, quando nel 1863 un gruppo di uomini d'affari di New York stanziarono 100.000 dollari per fondarla. La società è stata operativa durante la guerra civile, offrendo polizze assicurative a soldati e marinai coprendo malattie e incidenti. Il 24 marzo 1868 l'azienda comincia a specializzarsi soprattutto sulle polizze vita. Nel 1870 dopo un periodo di profonda crisi, giunge nel 1880 un periodo di ottime prestazioni con 1 milione di dollari di entrate provenienti dalle polizze vita, superandone le 250.000 unità. Nel 1909, MetLife era diventata il più grande assicuratore vita degli Stati Uniti, misurato in termini di assicurazioni sulla vita attive (valore totale delle polizze vita emesse).
L'azienda nel 1930 cominciò a diversificare il suo portafoglio, realizzando investimenti in titoli di Stato e prestiti per immobili commerciali. La società ha finanziato la costruzione dell'Empire State Building nel 1929, così come ha anche partecipato al capitale per costruire il Rockefeller Center nel 1931. Durante la seconda guerra mondiale, MetLife collocò oltre il 51 per cento del totale del capitale attivo in obbligazioni di guerra, ed era il maggior contribuente privato alla causa alleata.
Nel 1981 acquista dalla Pan American World Airways il grattacielo di New York, oggi conosciuto come MetLife Building, per 400 milioni di dollari, che diventò la sede della compagnia.

## In Italia
La compagnia, presente in Italia già dal 1994, entra a far parte del gruppo MetLife nel 2010.
MetLife opera in Italia in regime di stabilimento mediante le Rappresentanze Generali per l'Italia di MetLife Europe dac e di MetLife Europe Insurance dac.